# Kirill Alexeïevitch Narychkine
Le prince Kirill Alexeïevitch Narychkine (1670-1723) est un aristocrate russe qui fut gouverneur civil de Moscou de 1716 à 1719.

## Biographie
Le prince Kirill Narychkine est le fils du prince Alexis Fomitch Narychkine, stolnic à la cour. Il est lui-même stolnic de Pierre le Grand en 1686, puis à partir de 1692 sénéchal. Il reçoit de la couronne le domaine de Pokrovskoïe-Techilovo près de Moscou.
Le prince fait partie de la campagne d'Azov en 1695-1696 et devient général de la flotte, puis du 15 novembre 1697 au 12 mars 1699, il est voïvode de Pskov. Il renforce les défenses de la forteresse de Nöteborg en 1702 qui prend le nom de forteresse de Schlusselbourg. Lorsque celle de Pierre-et-Paul est cours de construction à Saint-Pétersbourg, le prince surveille les travaux du bastion du milieu en 1703, où l'on fit construire la porte de la Néva et un quai sous Catherine II. Ce bastion est dénommé bastion Narychkine d'après le prince.
Le prince Narychkine est nommé Oberkommandant de Pskov et de Dorpat de 1704 à 1710. C'est à cette époque qu'il fait édifier son château de Sviblovo à côté de Moscou. Le tsar le charge ensuite de diriger les chantiers navals de Narva, Dorpat et Gdov. Il est nommé en 1710 premier commandant de Saint-Pétersbourg, charge qu'il occupe jusqu'en 1716, pour être nommé ensuite gouverneur de Moscou (jusqu'en 1719). Soupçonné pendant l'affaire du tsarévitch Alexis Petrovitch, il est en défaveur. Il passe les dernières années de sa vie en procès contre ses cousins Plechtcheïev à propos de la propriété de ses domaines, qu'il perd en 1721.